# Michael Loss
Michael Loss (n. 1954) es un matemático y físico matemático que trabaja como profesor de matemáticas del Instituto Tecnológico de Georgia.
Loss obtuvo su doctorado en 1982 en el ETH Zúrich, con una disertación sobre el problema de los tres cuerpos supervisado por Walter Hunziker e Israel Michael Sigal.
Con Elliott H. Lieb es autor del libro Analysis (Graduate Studies in Mathematics 14. American Mathematical Society, 1997; 2ª ed., 2001).
En 2012, se convirtió en fellow de la American Mathematical Society, y fue elegido como miembro extranjero de la Academia Chilena de Ciencias. Es uno de los ganadores del Premio Humboldt de 2015.